# St.-Jakobs-Kirche (Frankfurt am Main)

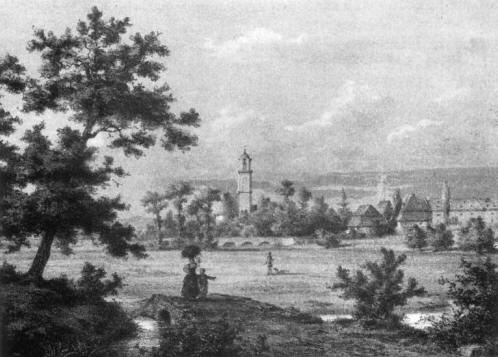
Jakobskirche in Bockenheim, rechts der Schönhof (von 1855)

Die St.-Jakobs-Kirche ist eine evangelische Kirche in Frankfurt am Main. Der Hallenbau im alten Ortskern des Stadtteils Bockenheim ist ein Werk des späten 18. Jahrhunderts. Die Kirche ist nach dem Apostel Jakobus dem Älteren benannt.

## Geschichte

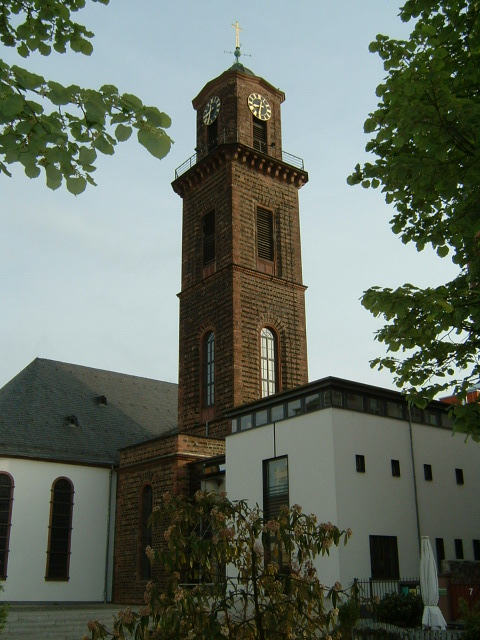
Jakobskirche am Bockenheimer Kirchplatz

Der älteste Kirchenbau an dieser Stelle wird schon 1365 erwähnt, damals als Filialkirche des Frankfurter Bartholomäusstiftes. Mönche des Klosters St. Jakob in Mainz errichteten diese Kirche in spätgotischem Stil auf einem fränkischen Gräberfeld. Vermutungen, dass sie noch älter sei und eine Adelheid von Mintzenberg 1195 zu Ehren des Schutzheiligen der Pilger, St. Jacobus, an der Stelle eine Kapelle errichtet habe, lassen sich nicht belegen. 1434 fiel Bockenheim an die Grafen von Hanau-Münzenberg, die 1523 die Reformation einführten und 1595 zum Calvinismus konvertierten. Da die Calvinisten im streng lutherischen Frankfurt lange Zeit keine eigenen Kirchen bauen durften, diente die Bockenheimer Kirche von 1608 bis zum Bau der deutsch-reformierten Kirche und der französisch-reformierten Kirche (1787 bis 1790) auch den Reformierten in Frankfurt als Gottesdienststätte. 1818 nahm die Kirchengemeinde die Hanauer Union an, Calvinisten und Lutheraner bildeten eine unierte Kirchengemeinde.
Ende des 18. Jahrhunderts wurde die Kirche erneuert, 1853 entstand der charakteristische Turm mit seinem quadratischen Grundriss. Nach der Eingemeindung Bockenheims 1895 blieb die evangelische Kirche in Bockenheim beim Konsistorialbezirk Kassel, der eine eigene evangelische Landeskirche aus lutherischen, reformierten und unierten Gemeinden bildete. Wegen des starken Bevölkerungswachstums in Bockenheim errichtete man 1909 bis 1912 im Süden Bockenheims eine weitere evangelische Kirche, die Markuskirche. Am 14. Dezember 1928 trat die Evangelische Landeskirche in Hessen-Kassel ihren Kirchenkreis Bockenheim und die Kirchengemeinde Fechenheim, deren Pfarrbezirke inzwischen sämtlich in die Stadt Frankfurt eingemeindet worden waren, an die Evangelische Landeskirche Frankfurt am Main ab. Im September 1944 wurde die St.-Jakobs-Kirche bei den Luftangriffen auf Frankfurt am Main bis auf die Außenmauern zerstört und zwischen 1954 und 1957 wiederhergestellt.
1997 schlossen sich die Evangelische St. Jakobs-Gemeinde und die Evangelische Markusgemeinde wieder zu einer Kirchengemeinde zusammen, die den Namen Evangelische Gemeinde Bockenheim führt. Die St.-Jakobs-Kirche ist heute wieder die einzige Gottesdienststätte dieser Gemeinde, während die Markuskirche zum Zentrum Verkündigung der Evangelischen Kirche in Hessen und Nassau umgestaltet wurde. 2003 bis 2005 wurden die St.-Jakobs-Kirche, das angrenzende Gemeindehaus und die Außenanlagen umfangreich umgebaut und modernisiert.

## Ausstattung
Bedeutendster Schmuck der Kirche sind die von Charles Crodel geschaffenen Glasfenster. Der geschlossene Bilderzyklus betont den gartensaalartigen Raum durch blumenhaft farbige Bildelemente, die sich im Detail zum erzählenden Bildprogramm schließen. Die Chorfenster sind dabei der Heilsgeschichte gewidmet, die Nordfenster und die westlichen Südfenster erzählen das Leben des Jakobus in der Art der Legenda aurea, zuletzt südlich der Empore die Jakobslegende, oben das Hühnerwunder.

### Orgel
Die Orgel der Jakobskirche wurde 1982 von Förster & Nicolaus Orgelbau (Lich) erbaut. Das Instrument hat 23 Register auf zwei Manualen und Pedal. Die Spiel- und Registertrakturen sind mechanisch.
| I Rückpositiv C–g3 |                 |       |
| 1.                 | Rohrflöte       | 8′    |
| 2.                 | Quintade        | 8′    |
| 3.                 | Principal       | 4′    |
| 4.                 | Gedackt         | 4′    |
| 5.                 | Flöte           | 2′    |
| 6.                 | Sesquialtera II | 2 ⁄3′ |
| 7.                 | Scharf III      |       |
| 8.                 | Vox humana      | 8′    |
|                    | Tremulant       |       |

| II Hauptwerk C–g3 |           |       |
| 9.                | Principal | 8′    |
| 10.               | Gedackt   | 8′    |
| 11.               | Flöte     | 4′    |
| 12.               | Oktave    | 4′    |
| 13.               | Quinte    | 2 ⁄3′ |
| 14.               | Oktave    | 2′    |
| 15.               | Mixtur IV |       |
| 16.               | Trompete  | 8′    |

| Pedal C–f1 |               |     |
| 17.        | Subbass       | 16′ |
| 18.        | Oktave        | 8′  |
| 19.        | Oktave        | 4′  |
| 20.        | Hintersatz IV |     |
| 21.        | Posaune       | 16′ |
| 22.        | Trompete      | 8′  |

- Koppeln: Schiebekoppel I/II; Trittkoppeln I/P, II/P